# One Man Band Man
One Man Band Man è il primo album discografico in studio del produttore e artista hip hop statunitense Swizz Beatz, pubblicato nel 2007.

## Tracce
1. Product Man – 2:50
2. It's Me Bitches – 2:34
3. Big Munny – 3:33
4. Bust Ya Gunz (featuring Drag-On) – 3:58
5. You Know Your Boy Did That – 4:46
6. The Funeral – 2:57
7. Take a Picture – 3:33
8. Top Down – 3:08
9. Money in the Bank – 3:11
10. Part of the Plan – 3:14
11. Snoop (skit) (performed by Snoop Dogg) – 0:52
12. It's Me... (Remix) (featuring Lil Wayne, R. Kelly & Jadakiss) – 3:29

## Classifiche
| Classifica (2007)         | Posizione raggiunta |
| ------------------------- | ------------------- |
| Stati Uniti Billboard 200 | 7                   |